# Quintino Di Vona
Quintino Di Vona (Buccino, 30 novembre 1894 – Inzago, 8 settembre 1944) è stato un antifascista italiano che pagò con la sua vita l'intensa attività antifascista che svolse durante la resistenza.

## Biografia
Quintino Di Vona nacque a Buccino alla fine del XIX secolo in una famiglia di lavoratori, il padre, per mantenere i figli, dovette emigrare negli Stati Uniti.
Ebbe un'infanzia cagionevole, per questo la mamma lo avrebbe voluto sarto, ma Quintino scelse lo studio diplomandosi al liceo ginnasio Torquato Tasso e laureandosi, con grandi sacrifici suoi e familiari, a Salerno nel 1921 in Lettere classiche. Questo periodo forgiò il suo carattere portandolo ad assumere grandi responsabilità nelle scelte e negli impegni della sua vita.
Fin da giovane fu militante socialista partecipando attivamente alle attività sindacali di Buccino. Fu arruolato nell'esercito durante il primo conflitto mondiale con il grado di ufficiale trovandosi coinvolto in alcune azioni di guerra pericolose. Il 3 settembre 1917 fu ferito alla testa mentre, in prossimità di Gorizia, tentava con il suo plotone di respingere un assalto dell'esercito austro-ungarico. Per quest'azione fu insignito della medaglia d'argento al valore militare. Quest'onorificenza gli permise di insegnare senza obbligo di tesserarsi al Partito Nazionale Fascista. Si iscrisse nel 1921 clandestinamente al Partito Comunista Italiano.
Di Vona fu un eccelso insegnante di latino e materie classiche. Importanti le sue dispense scolastiche e pubblicazioni curando edizioni dei classici latini come Cicerone e Tacito. Scrisse poesia in latino e tradusse testi dal tedesco di Heinrich Heine e Franz Grillparzer.
Il suo primo incarico scolastico lo ottenne per le scuole medie di Grosseto, in questa città sposò Lina Caprio. Fu nominato poi in altri istituti arrivando nel 1933 al Carducci di Milano come insegnante di latino e greco.
Iniziò a scrivere sulla stampa clandestina firmando con differenti e sempre nuovi pseudonimi come Vautrin e Libero Gracco.
Conseguenza delle sue idee contrarie al partito, fu trasferito dal ginnasio superiore a quello inferiore, ma non potevano essere ignorate le sue qualità professionali tanto che fu invitato al Convegno nazionale per l'insegnamento del latino con il collega Remo Malaboti a Roma istituito dal partito fascista. Il Di Vona fu il solo a presentarsi con la camicia bianca anziché quella nera che era obbligatorio indossare.

## Attività partigiana
Quintino Di Vona non nascose mai la sua contrarietà alle leggi fasciste e naziste, mantenendo rapporti con gli antifascisti che erano fuggiti all'estero. Divenne molto amico di Francesco Saverio Nitti, con il quale ebbe un rapporto epistolare e che andò a visitare a Parigi. La sua attività si intensificò quando arrivò a Milano in qualità di professore di lettere classiche al Liceo Carducci.
Finì col trovarsi sotto il controllo delle autorità. Documentata è la richiesta riservata di maggior controllo e sorveglianza inviata al preside Modugno del ginnasio Carducci da parte del provveditore il 14 marzo 1934.
Nel 1940 accettò di essere commissario agli esami di maturità, della scuola ebraica aperta dopo le leggi razziali.
Dopo l'armistizio dell'8 settembre 1943, sperò nel rientro del Nitti, ma questo fu deportato in Germania e il 10 settembre la città di Milano passò in mano tedesca. Iniziò per Di Vona un periodo di intensa attività antirepubblichina con la costituzione del CLN del Carducci così chiamato per la forte presenza di professori del liceo e della segretaria Antonia Palazzo.
Intensa fu la sua attività di resistenza, con molte pubblicazioni clandestine. Nel 1943 fondò con Ivanoe Bonomi il giornale La Ricostruzione Organo del Fronte Unico di Libertà, il suo articolò pubblicato il 3 di maggio fu il discorso che l'onorevole lesse di fronte al Comitato delle correnti antifasciste diventando poi il Comitato di Libertà Nazionale. Pubblicò a sue spese il giornale Lo stato operaio dove venivano indicate le giornate di sciopero degli operai a Milano e Torino.
Nella primavera del 1944 iniziò la sua collaborazione editoriale con il quotidiano Risorgimento Liberale.

### La morte
Dopo il l'armistizio del settembre 1943, la sua abitazione di Inzago divenne la sede della resistenza locale, con la pubblicazione di volantini, il recupero di armi, alimenti e quanto necessitava alla resistenza, di uomini da reclutare, arrivando anche ad ospitare alcuni ebrei in fuga. Questa attività non passò inosservata e il 7 settembre 1944 di primo mattino, un gruppo militare della Brigata Nera di Monza, a seguito di una denuncia, lo catturò. Portato in caserma fu picchiato per ore senza che il Di Vona facesse nomi di simpatizzanti e di partigiani.
Nel pomeriggio Quintino Di Vona fu portato su di un camion sulla piazza principale cittadina, e sotto il comando di un sottufficiale della Schutzstaffel fucilato da un gruppo di giovanissimi militari in camicia nera. Il suo corpo venne lasciato sulla piazza fino alla mattina successiva.

Il 7 settembre nel comune di Inzago sono stati feriti un soldato tedesco e un civile italiano in una imboscata di una banda comunista. In una fase operatia fu arrestato il Sovversivo prof. DI VONA QUINTINO nato il 30-11-1894 abitante ad Inzago. Nella sua abitazione venne trovato materiale di propaganda comunista di conseguenza il nominato DI VONA è stato passato per le armi in data odierna»
(F.TO IL MAGGIORE COMANDANTE DELLE FORZE DI SICUREZZA-Inzago, 7 settembre 1944 XXII)

### Condanne
Il 2 ottobre 1947, Dino Pigoni e Luigi De Filippis furono assolti dall'accusa di aver inflitto torture durante l'arresto del Di Vona. Fu invece condannato a quattro anni di reclusione il 13 novembre 1947 Antonio Crespi, ex commissario politico del PFR di Inzago, la Corte di Cassazione rigettò il ricorso il 24 gennaio 1949.

### Intitolazione
Sul luogo dell'eccidio l'amministrazione comunale cittadine pose una lapide a ricordo con la dicitura ...cadde fucilato da giovinetti incoscienti, armati dalla prepotenza straniera e dalla tirannide domestica.
A lui furono dedicate alcune strade e piazze nei luoghi che furono importanti per la sua attività di professore. Portano il suo nome anche alcuni istituti scolastici.
DI VONA QUINTINO

CADEVA

FUCILATO DA GIOVINETTI INCOSCIENTI

ARMATI DALLA PREPOTENZA STRANIERA E DALLA TIRANNIDE DOMESTICA

DOCENTE INSIGNE, CITTADINO ESEMPLARE, COSPIRATORE IMPAREGGIABILE

ANIMATORE E SOSTENITORE DELLA LOTTA CLANDESTINA

MOLTO SOFFERSE

TUTTO ALLA PATRIA SACRIFICO’

NULL’ALTRO PREMIO SPERANDO CHE DI VEDERE IL II RISORGIMENTO D’ITALIA

LA LIBERTA’, LA GIUSTIZIA, LA FRATELLANZA RICONDOTTE TRA I POPOLI

OGGI

SCACCIATO LO STRANIERO, SCONFITTO IL NEMICO INTERNO

IL COMUNE DI INZAGO, AUSPICI IL SINDACO PIERO GNECCHI RUSCONE E IL LOCALE C.L.N.

POSE

A MONITO DEI PAVIDI A VERGOGNA DEI PROFITTATORI A CONFORTO DEI BUONI A PERENNE ESEMPIO DEI POSTERI
LI, 

7 SETTEMBRE 1954»
(epigrafe posta sulla piazza di Inzago a memoria)